# 堇色马先蒿
堇色马先蒿（学名：Pedicularis violascens）为列当科马先蒿属的植物。分布在西伯利亚、俄罗斯以及中国大陆的新疆等地，生长于海拔4,000米至4,300米的地区，一般生于多石山坡上，目前尚未由人工引种栽培。